# Chrysospalax villosus
Chrysospalax villosus é uma espécie de mamífero da família Chrysochloridae. É endêmica da África do Sul, sendo encontrada em localidades disjuntas nas províncias do Cabo Oriental, KwaZulu-Natal, Gauteng e Mpumalanga. 